# Hemiphonus warringus
Hemiphonus warringus är en insektsart som först beskrevs av Otte, D. och R.D. Alexander 1983.  Hemiphonus warringus ingår i släktet Hemiphonus och familjen syrsor. Inga underarter finns listade i Catalogue of Life.